# Leif Segerstam

Leif Segerstam in 1967

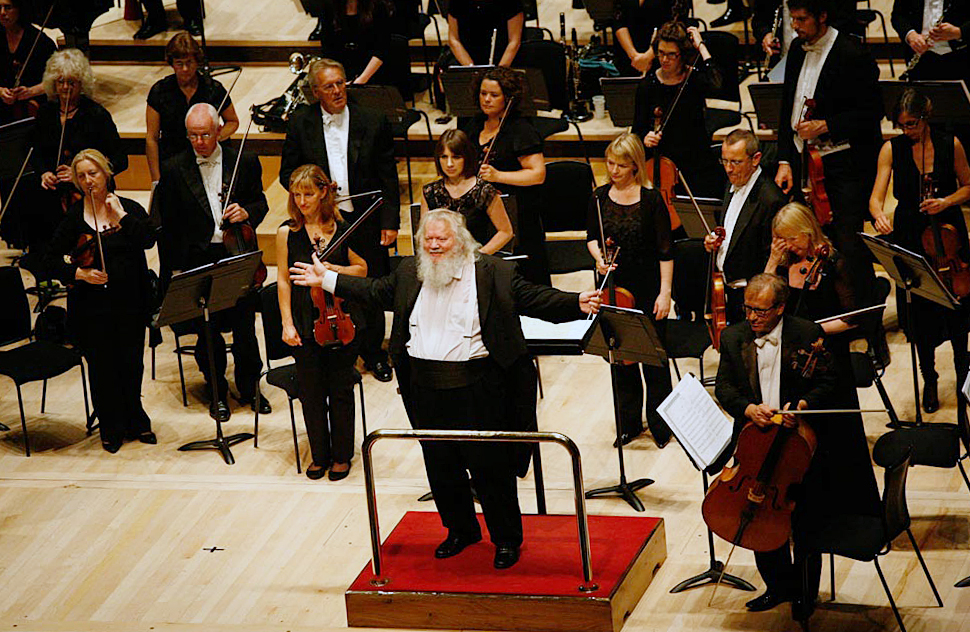
Leif Segerstam in 2012

Leif Selim Segerstam (Vaasa, 2 maart 1944 – Helsinki, 9 oktober 2024) was een Fins componist en dirigent. In 1992 ontving hij de Pro Finlandia-medaille.

## Levensloop

### Jeugd en opleiding
Segerstam studeerde viool, piano en orkestdirectie aan de Sibelius-Akademie in Helsinki. In 1965 voltooide hij zijn studie orkestdirectie aan de Juilliard School in New York, waar hij medestudenten had zoals Leonard Slatkin en James Levine. Hij speelde naast piano en viool ook altviool, verschillende koperblaasinstrumenten en de blokfluit.

### Carrière
In 1963 debuteerde Segerstam als dirigent in Tampere met Rossini's De barbier van Sevilla. Zijn carrière ontwikkelde zich snel, met een focus op opera in zijn beginjaren, waaronder de leiding over de Koninklijke Opera (Stockholm). Daarnaast werkte hij langdurig samen met onder meer het Deens Nationaal Symfonieorkest en orkesten in Helsinki en Turku. In Nederland dirigeerde hij meerdere keren tijdens de Zaterdagmatinee in het Concertgebouw in Amsterdam.
Hij dirigeerde ook vele grote symfonieorkesten, waaronder het Chicago Symphony Orchestra, het Los Angeles Philharmonic Orchestra en het Toronto Symphony Orchestra. Hij was chef-dirigent van het Filharmonisch Orkest van Helsinki van 1995 tot 2007 en werd daarna eredirigent. Van 2012 tot 2019 was hij chef-dirigent van het Filharmonisch Orkest van Turku, waarna hij eredirigent werd.
Als dirigent spande hij zich bijzonder in voor de werken van Finse componisten zoals Jean Sibelius en Einojuhani Rautavaara. Hij was bekend om zijn diepgaande inzicht in de structuur van de muziek en zijn nadruk op expressieve en communicatieve uitvoeringen door musici.
Van 1997 tot 2013 was hij hoogleraar orkestdirectie aan de Sibelius-Akademie. Tot zijn studenten behoorden onder anderen Santtu-Matias Rouvali en Huba Hollókői.
Segerstam overleed op 9 oktober 2024 op 80-jarige leeftijd.

## Composities
Segerstam was een zeer productieve componist. Hij componeerde 371 symfonieën, waarmee hij als 'wereldrecordhouder' geldt. Zijn symfonieën zijn post-expressionistisch, meestal eendelig, en hebben een speelduur van rond de 20 minuten. De werken zijn vaak bedoeld om zonder dirigent uitgevoerd te worden. Sommige hebben opvallende titels zoals When a Cat Visited (nummer 289) en After Eighty... (nummer 81). Ongeveer honderd van zijn symfonieën zijn daadwerkelijk uitgevoerd.
Ondanks zijn enorme werkdruk als dirigent begon hij pas in 1977 met het componeren van symfonieën. Tegen het jaar 2000 had hij er 33 geschreven, maar in de daaropvolgende decennia nam het aantal aanzienlijk toe. Naast symfonieën schreef hij ook andere werken, zoals 13 vioolconcerten en 30 strijkkwartetten.
Zijn composities werden gekenmerkt door een 'vrij-pulserende' structuur waarin musici vrijheid krijgen op het gebied van ritme en andere muzikale elementen. De symfonieën hebben vaak geen traditionele maatindeling, melodie of centraal thema.

## Oeuvre
Orkestmuziek
- 371 symfonieën, waaronder nr. 4 (1981), nr. 81 (2002), nr. 162 (2006)  en nr. 181 (2007)
- 13 vioolconcerten
- 8 celloconcerten
- 4 altvioolconcerten
- 4 pianoconcerten

Kamermuziek
- 30 strijkkwartetten
- Recycling voor vier hoorns en piano (1999)

- Bibsys: 63001
- Bibliothèque nationale de France: cb13899633m (data)
- CiNii: DA09943273
- Gemeinsame Normdatei: 123750873
- International Standard Name Identifier: 0000 0003 9890 785X
- Library of Congress Control Number: n80090146
- Nationale Bibliotheek van Letland: 000109317
- MusicBrainz: 321c8d9a-a787-44d8-9713-2e4bac2ddf0c
- Nationale Bibliotheek van Tsjechië: mzk2005286719
- Nationale bibliotheek van Australië: 35678006
- Nationale Bibliotheek van Israël: 987007440554505171
- Nationale en Universitaire bibliotheek Zagreb: 000480152
- Nederlandse Thesaurus van Auteursnamen: 097259217
- Réseau des bibliothèques de Suisse occidentale: 02-A003818396
- LIBRIS: 213213
- SNAC: w6416xnc
- Système universitaire de documentation: 080539157
- Trove: 1038634
- Virtual International Authority File: 5118970
- WorldCat: E39PBJkhMH6wHRQD3M7mVjVQv3